# Eriospermum algiferum
Eriospermum algiferum är en sparrisväxtart som beskrevs av Hermann Wilhelm Rudolf Marloth och Augusta Vera Duthie. Eriospermum algiferum ingår i släktet Eriospermum och familjen sparrisväxter. Inga underarter finns listade i Catalogue of Life.